# Doppelalbum

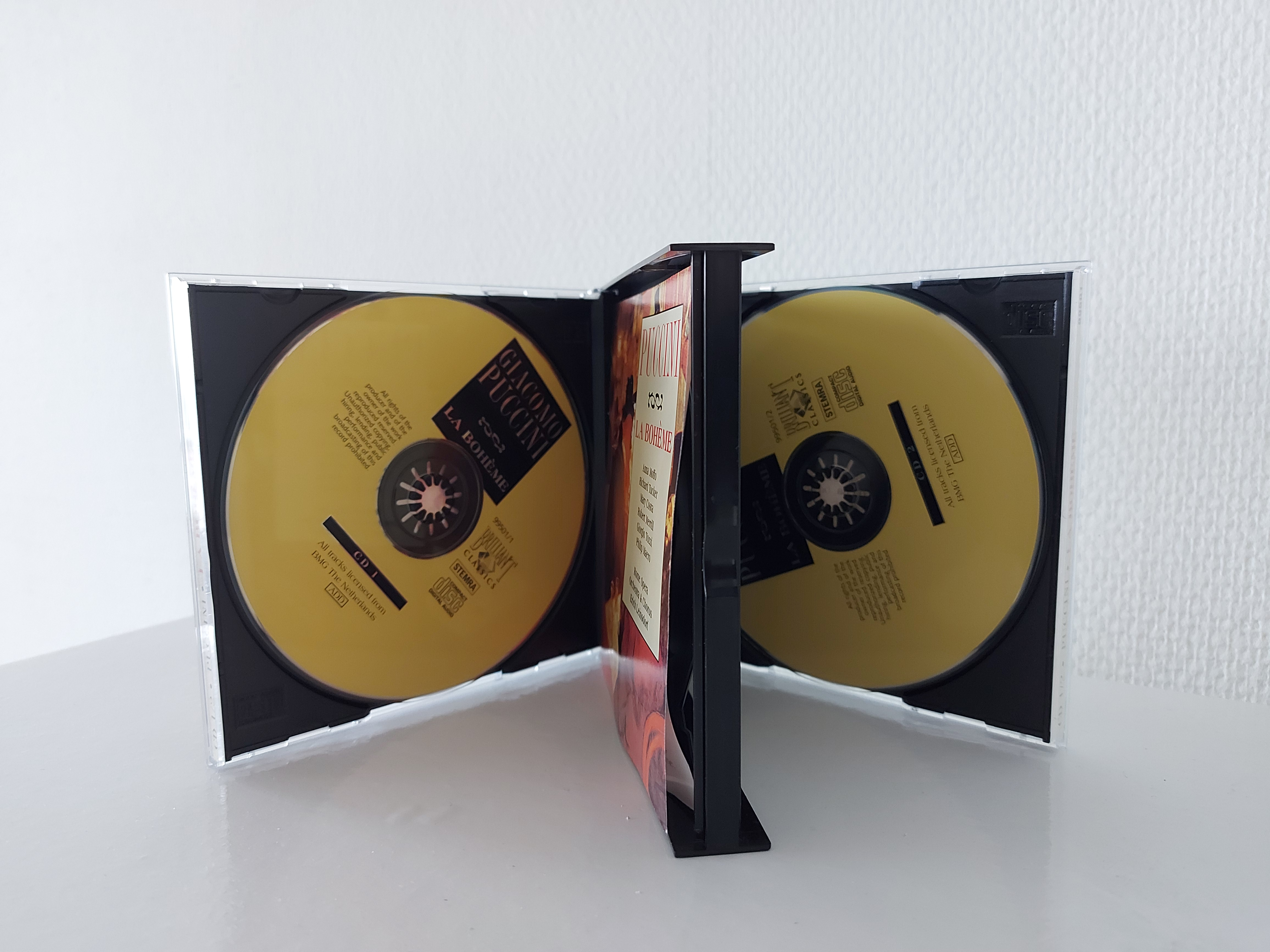
Doppelalbum mit zwei CDs

Ein Doppelalbum ist ein Musikalbum, das aus zwei Schallplatten oder zwei Audio-CDs besteht.

## Konzept und Inhalt
In der Regel sind die Gründe für einen Interpreten oder einen Musikverlag, ein Doppelalbum zu veröffentlichen, künstlerischer oder verkaufsstrategischer Art. Entweder ist das zur Veröffentlichung vorgesehene Musikmaterial zu umfangreich, sodass das Fassungsvermögen eines einzelnen Tonträgers dafür nicht ausreicht, oder die Künstler haben ein erkennbares inhaltliches oder musikalisches Konzept und produzieren ein Konzeptalbum in dieser Länge. Im Bereich der Pop-, Rock- und Jazzmusik werden auch Konzertmitschnitte auf einem Doppelalbum herausgegeben. Zudem werden aus Marketing-Gründen häufig „Greatest Hits“- und „Best-of“-Kompilationen sowie Anthologien einzelner Interpreten als Doppelalben herausgebracht. Im Bereich der Klassischen Musik sind unter anderem mehrere musikalisch ähnliche Werke (eines oder auch mehrerer Komponisten) immer wieder gemeinsam auf einer Doppelalbum-Ausgabe vorzufinden.
Neben solchen Ausgaben mit inhaltlicher Zusammengehörigkeit wurden im Laufe der Zeit vermehrt Alben auf den Markt gebracht, die rein wirtschaftlich motiviert waren bzw. sind. Bekannte Beispiele dafür sind etwa die diversen Popmusik-Sammlungen mit aktuellen Hits unterschiedlichster Interpreten innerhalb eines Jahres oder Ausgaben mit Reminiszenz-Charakter mit bekannten Titeln aus einem bestimmten Jahrzehnt oder mit Evergreens. Solche Produktionen gibt es sowohl als Einzel- als auch als Doppelalben.

## Frühe Ausgaben
Das erste Doppelalbum der Welt gab es im Bereich des Jazz und erschien am 13. November 1950; Columbia Records veröffentlichte dabei kein neueingespieltes Werk, sondern The Famous Carnegie Hall Concert 1938 von Benny Goodman.
Als erste Doppelalben im Bereich der Popmusik gelten Blonde on Blonde von Bob Dylan und Freak Out! von Frank Zappa, die beide aus dem Jahr 1966 stammen. In der Folge waren Produktionen solcher Art keine Seltenheit. Zu den bekanntesten der frühen Doppelalben gehören unter anderen
- Electric Ladyland von Jimi Hendrix (1968)
- The Beatles von den Beatles (1968)
- Odessa von den Bee Gees (1969)
- Tommy von The Who (1969)
- Layla and Other Assorted Love Songs von Derek and the Dominos (1970)
- 4 Way Street von Crosby, Stills, Nash & Young (1971)
- Exile on Main St. von den Rolling Stones (1972)
- The Lamb Lies Down on Broadway von Genesis (1974)
- Physical Graffiti von Led Zeppelin (1975)
- Frampton Comes Alive von Peter Frampton (1976)
- Songs in the Key of Life von Stevie Wonder (1976)
- Out of the Blue von Electric Light Orchestra (1977)

Das erste Hip-Hop-Doppelalbum All Eyez on Me von 2Pac erschien 1996. Das kommerziell erfolgreichste Doppelalbum ist The Wall von Pink Floyd (1979), das allein in den USA rund 23 Millionen Mal verkauft wurde.

## Sonderfälle
In seltenen Fällen, wie bei Chicago Transit Authority von Chicago aus dem Jahr 1969, wird ein Doppelalbum als Debütalbum veröffentlicht.
Einen interessanten Fall stellt das Album Who’s Next von The Who (1971) dar. Ursprünglich als Doppelalbum mit dem Namen Lifehouse konzipiert, strichen die Musiker nach Ende der Aufnahmen sämtliche Titel, die ihrer Meinung nach nicht gut genug für eine Veröffentlichung waren, bis das restliche Material auf einer einzigen Schallplatte Platz fand.
Die Kapazität einer CD ist erheblich größer als die einer Schallplatte. Daher können heute im Zuge von Wiederveröffentlichungen alter Aufnahmen viele der ursprünglich auf zwei Schallplatten veröffentlichten Alben auf nur einer CD untergebracht werden. Folglich ist es Ansichtssache, ob man eine solche Ausgabe als Doppelalbum betrachtet oder als reguläres einfaches Album. Beispiele für solche Fälle sind
- Self Portrait von Bob Dylan (ursprünglich 1970)
- Live Rust von Neil Young (ursprünglich 1979)
- Speak of the Devil von Ozzy Osbourne (ursprünglich 1982)

Teilweise werden auch Sondereditionen von Alben mit einem Tonträger in der Standardauflage und einem zusätzlichen in der fallweise Bonus-Edition genannten Fassung veröffentlicht. So etwa das AC/DC-Live-Album Live at River Plate.
Dass mit dem Begriff Doppelalbum auch scherzhaft umgegangen werden kann, belegt ein Werk des österreichischen Jazz-Avantgardisten Werner Pirchner, der 1973 ein reguläres Album mit dem Titel Ein halbes Doppelalbum veröffentlichte.

## Andere Mehrfachmedien
Neben Doppelalben finden sich im populären Musikbereich gelegentlich auch umfangreichere Ausgaben. Beispiele solcher Einspielungen sind etwa die Dreifachalben
- Woodstock, ein bekanntes Open-Air-Konzert mit mehreren Interpreten (1970)
- The Concert for Bangla Desh, ein frühes Benefizkonzert mit mehreren Interpreten (1971/1972)
- Yessongs von Yes (1973)
- Emancipation von Prince (1996)

sowie die Vierfachalben
- Chicago at Carnegie Hall von Chicago (1972)

Auf dem Gebiet der Klassischen Musik sind solche umfangreicheren Ausgaben aufgrund eines anderen Veröffentlichungskonzepts (Gesamtausgaben unterschiedlicher Art) häufiger anzutreffen. Beispiele dafür sind etwa
- Complete Works for String Quartet, eine neun Schallplatten umfassende Gesamtausgabe aller Streichquartette von Wolfgang Amadeus Mozart, alle interpretiert vom Quartetto Italiano (1971)
- 12 Londoner Symphonien, eine sechs Schallplatten umfassende Ausgabe der Symphonien Nr. 93 bis 104 von Joseph Haydn, alle interpretiert vom London Philharmonic Orchestra unter Dirigent Eugen Jochum (1973).

Des Weiteren sind in der Klassik Doppel- und andere Mehrfachalben bei Einspielungen von Opern anzutreffen.
Bei der Zusammenstellung von zwei oder mehr unabhängigen Einzelalben zu einem Produkt spricht man auch von einer Box oder einem Boxset. Darin können auch Sonderausgaben oder Merchandising-Artikel enthalten sein.